# Carl Menckhoff
Carl Menckhoff (Herford, 1883. április 14. – Bázel, 1948. január 11.) német vadászpilóta. Az első világháborúban 39 légi győzelmet aratott.

## Pályafutása
Menckhoff az érettségi után a kereskedői szakmát tanulta ki, hogy később átvehesse apja textilgyárát. 1903-ban behívták katonának, de rövid idő múlva vakbélműtéten esett át, és elhagyhatta a hadsereget. A háború kitörésekor a 31 éves Menckhoff önként csatlakozott a Szász Királyság hadseregének 7. König Georg gyalogsági ezredéhez Lipcsében. A Châlons-en-Champagne és Armentières körüli harcokban kitüntette magát, 1914 decemberében megkapta a Vaskereszt Első és Másodosztályát. Decemberben sebesülés miatt hazatért, kérésére áthelyezték a légierőhöz, ahol pilótavizsgát tett.
Először felderítőként vetették be a keleti fronton, majd repülő oktatóként működött. 1917-ben Ypres-ben a Jasta 3-hoz vezényelték, Albatros D.III gépén szerezte meg első légi győzelmét. Szeptember utolsó hetében, amikor Werner Voss segítségére sietett, Arthur Rhys-Davids lelőtte gépét, de életben maradt. Öt nappal később újra lelőtték gépét. 1918. február 11-én az újonnan felállított Jasta 72 parancsnokságát bízták rá, és további 20 légi győzelmet aratott. Áprilisban a Pour le Mérite érdemrenddel tüntették ki. Július 25-én ismét lelőtték gépét, és fogságba került. 1919 augusztusában megszökött a Montoire-sur-le-Loir-i fogolytáborból. Gyalogosan eljutott Svájcba, Bázelben telepedett le, és sikeres üzletember lett.